# Claude Magni
Pour les articles homonymes, voir Magni.
Claude Magni, né le 11 septembre 1950 à Saint-Maixent, est un coureur cycliste français, professionnel de 1973 à 1976.

## Palmarès
- 1969
  - Classement général du Tour des Landes
- 1970
  -  Champion de France sur route militaires
  -  Champion de France de poursuite militaires
  - 2e de Paris-Garchy
- 1971
  - Champion d'Aquitaine
  - Tour du Maroc :
    - Classement général
    - Une étape (contre-la-montre)

  - Bordeaux-Saintes
  - Grand Prix de la Tomate
  - 8e étape du Tour de Pologne (contre-la-montre)
- 1972
  - Champion d'Aquitaine
  - 2e étape de la Milk Race
  - 1re étape du Trophée Peugeot de l'Avenir (contre-la-montre par équipes)
  - 2e du Grand Prix des Fêtes de Coux-et-Bigaroque
- 1973
  - 2e de la Nokere Koerse
- 1976
  - 1re étape de l'Étoile de Bessèges
- 1978
  - 2e du Grand Prix de la Tomate
  - 3e du Bol d’or des amateurs
- 1980
  - Grand Prix des Fêtes de Cénac-et-Saint-Julien
  - 2e du Circuit boussaquin

## Résultats sur le Tour de France
3 participations
- 1974 : 82e
- 1975 : 74e
- 1976 : hors-délais (10e étape)